# Gudmundus Magni
Gudmundus Magni, död 29 augusti 1640 i Å församling, Östergötlands län, var en svensk präst.

## Biografi
Gudmundus Magni studerade både i Sverige och utomlands. Han var under många år kollega vid Linköpings trivialskola. År 1614 blev han kyrkoherde i Å församling. Han avled 1640 i Å församling och begravdes 17 september samma år i Å kyrka med likpredikan av prosten Laurentius Laurinus i Häradshammars församling.

### Familj
Magni var gift med Margareta Jostsdotter. De fick tillsammans sonen Måns Gudmundsson, som blev borgare i Söderköping. Efter Magnis död gifte Margareta Jostsdotter som sig med kyrkoherden Carolus Sveiræus i Å församling.